# Pantera Rosa (personaggio)
La Pantera Rosa (The Pink Panther) è un personaggio immaginario e il protagonista di numerosi cortometraggi ideato nel 1963 da Isadore "Friz" Freleng per i titoli di testa dell'omonimo lungometraggio di Blake Edwards che inaugurò una serie di film dedicati all'Ispettore Clouseau.
La rivista Time nel 1964 scrisse che «Le animazioni dei titoli sono meglio del film». Il successo riscontrato dal personaggio porterà alla realizzazione di una serie di cortometraggi a cartoni animati che proseguirà fino al 1981, di grande successo anche grazie al celeberrimo tema musicale composto da Henry Mancini e vincitrice di un premio Oscar nel 1995; a questa seguiranno diverse serie televisive d'animazione, versioni a fumetti e un vasto merchandising. Freleng, dello studio di animazione, affermò che «Non credo che saremmo riusciti ad avere il successo che abbiamo avuto senza la colonna sonora».

## Genesi del personaggio
Edwards, nel dare gli ultimi ritocchi alla sua commedia, che vedeva protagonisti Peter Sellers e David Niven, nel 1963 pensò di aprire il film con una sequenza animata che avrebbe fatto da sfondo allo scorrere dei titoli di testa. Chiese così al team di animazione di David H. DePatie e Friz Freleng di inventare qualcosa di appropriato.
Durante la fase di creazione, gli animatori vollero creare un personaggio con l'eleganza di Cary Grant e l'impertinenza di James Dean; non essendo previsto nessun dialogo per la scena di apertura, venne dato al personaggio anche la mimica di Buster Keaton, facendo muovere il felino sulle note del motivo scritto da Henry Mancini che diventerà un cult.

## Caratteristiche del personaggio
Il personaggio è una pantera antropomorfa, filiforme, con un lungo muso, piccoli occhi gialli e il pelo rosa, possiede lunghi baffi e un naso rosso e, nella sigla di apertura della serie televisiva, fuma una sigaretta usando un lungo bocchino.

## Cortometraggi
Nella prima serie di cortometraggi, le storie sono impostate su un surrealismo umoristico con ricche citazioni cinematografiche. Già il primo corto, The Pink Phink, (1964) si aggiudica un Premio Oscar.
In questo primo corto la Pantera Rosa molesta un piccolo uomo baffuto bianco (che è spesso considerato una caricatura di Friz Freleng): questo personaggio, ufficialmente noto come The Little Man, viene costantemente messo alla prova nel tentativo di dipingere la casa, originalmente blu, di rosa.
La serie comprende 124 cortometraggi animati prodotti dal 18 dicembre 1964 al 31 dicembre 1978 dalla DePatie-Freleng Enterprises (DFE Films); 92 vennero distribuiti nelle sale e poi dal 1969 i primi 62 vennero trasmessi dalla NBC nei programmi per bambini del sabato mattina nel The Pink Panther Show. I 36 corti realizzati per la televisione vennero poi distribuiti anche nei cinema. Spesso il titolo dei cortometraggi si ispira al nome di personaggi celebri, o al titolo di famose opere letterarie o cinematografiche, con l'immancabile introduzione della parola "Pink" (Sherlock Pink, Star Pink e altri).
Con il procedere dei cortometraggi, il carattere della Pantera Rosa, dapprima semplicemente snob e tendenzialmente dispettosa, si arricchisce di nuove sfaccettature: la tenacia nel perseguire uno scopo o nel cercare un oggetto (per la qual cosa dispiega energie e mezzi assolutamente sproporzionati rispetto all'importanza - talvolta minima - del fine che si propone); la tendenza a sognare a occhi aperti e a immaginare se stessa in qualche ruolo eroico o prestigioso (con successivo - e spesso maldestro - tentativo di mettere in atto il suo sogno); l'abitudine di intrufolarsi in ambienti che non le sono propri oppure in alloggi che non le appartengono, con la conseguente serie di inconvenienti e incidenti; un sentimento di tenerezza protettiva e paterna nei confronti delle creature piccole e indifese. In alcuni episodi il personaggio rivela anche una sensibilità ecologica, vissuta però senza alcun aggancio polemico ma con la sua consueta serenità un po' snob e un po' surreale.

## Serie televisive
Nel 1968 la rete televisiva NBC inizia a produrre negli Stati Uniti d'America le serie animate che verranno distribuite in tutto il mondo. Nel 1985, col passaggio dei diritti del personaggio alla Hanna-Barbera Production, venne prodotta la serie I figli della Pantera Rosa (Pink Panther & Sons), dove i protagonisti sono i figli della Pantera Rosa, Pinky e Panky, più il loro gruppo di amici. Negli anni novanta venne co-prodotta da Metro-Goldwyn-Mayer Animation, Mirisch-Geoffrey DePatie-Freleng e United Artists una nuova serie dove il personaggio parla. In Italia i corti sono stati trasmessi in vari periodi da Rai 2 e Italia 1. Nell'edizione italiana la Pantera Rosa è doppiata da Pietro Ubaldi. Le serie televisive d'animazione in cui è protagonista la Pantera Rosa sono:
- L'ispettore (1965-1969)
- I figli della Pantera Rosa (1984-1985)
- La Pantera Rosa (1993-1995)
- La Pantera Rosa & Co. (2010)

## Fumetti
Nel 1971, Gold Key Comics iniziò a pubblicare un fumetto di Pink Panther, con l'arte di Warren Tufts. La Pantera Rosa e l'Ispettore durarono 87 numeri, terminando solo quando Gold Key cessò le operazioni nel 1984. La serie spin-off The Inspector (anch'essa di Gold Key) è durata 19 numeri, dal 1974 al 1978.
Tribune Media Services ha sindacato un fumetto di Pink Panther dal 29 maggio 2005 al 10 maggio 2009, creato dai fumettisti di Bottom Liners Eric e Bill Teitelbaum.

## Musica
La casa discografica EMI ha pubblicato il disco Pink Panther's Penthouse Party, raccolta di musiche pop e lounge, con nuove versioni del classico tema di Henry Mancini, riprese da St Germain e Fischerspooner, e brani originali di Fatboy Slim, Nicola Conte, Peggy Lee, Pizzicato Five e altri.